# Chicago Hope
Chicago Hope es una serie de televisión estadounidense creada por David E. Kelley y emitida por CBS desde el 18 de septiembre de 1994 hasta el 4 de mayo de 2000. La serie fue protagonizada por Mandy Patinkin como Dr. Jeffrey Geiger, un gran cirujano con problemas debido a la condición psiquiátrica de su esposa, quien ahogó en la bañera al hijo de ambos, interpretada por Kim Greist. Adam Arkin interpretó al Dr. Aaron Shutt, colega y aproblemado mejor amigo del Dr. Geiger, y esposo de la enfermera Camille Shutt. Peter MacNicol y Héctor Elizondo interpretaron al consejero y al director de medicina, respectivamente. En la segunda temporada, se unió Christine Lahti como una experta y talentosa cardióloga. Chicago Hope fue el nombre del hospital en que se inspiró la serie.
El episodio piloto de Chicago Hope fue emitido el día anterior a ER. Desde esa emisión, estuvieron compitiendo en el horario estelar. El programa fue bien acogido por el público, ubicándolo en segunda posición por detrás de su competidora. Al inicio de la segunda temporada, Kelley y Patinkin decidieron dejar el programa. Luego de esa decisión, el programa tuvo un leve descenso sostenido hasta su cancelación. En 1999, Kelley y Patinkin retornaron un elenco renovado, con Barbara Hershey y Lauren Holly, pero no pudieron retomar el camino anterior. En mayo de 2000 el programa fue cancelado, debido a la competencia que tenía con Frasier y Who Wants To Be A Millionaire?.

## Reparto
- Dr. Aaron Shutt (Adam Arkin)
- Dr. Phillip Watters (Héctor Elizondo)
- Dr. Kate Austin (Christine Lahti)
- Dr. Jack McNeil (Mark Harmon)
- Dr. Jeffrey Geiger (Mandy Patinkin)
- Dr. Billy Kronk (Peter Berg)
- Dr. Keith Wilkes (Rocky Carroll)
- Dr. Diane Grad (Jayne Brook)
- Dr. Dennis Hancock (Vondie Curtis-Hall)
- Dr. Danny Nyland (Thomas Gibson)
- Dr. Lisa Catera (Stacy Edwards)
- Dr. Robert Yeats (Eric Stoltz)
- Dr. Francesca Alberghetti (Barbara Hershey)
- Dr. Gina Simon (Carla Gugino)
- Dr. Jeremy Hanlon (Lauren Holly)
- Dr. John Sutton (Jamey Sheridan)
- Dr. Arthur Thurmond (E.G. Marshall)
- Alan Birch (Peter MacNicol)
- Angela Giandamenicio (Roma Maffia)
- Nurse Camille Shutt (Roxanne Hart)
- Timmy (Dale Wade Davis)
- Hubert 'Hue' Miller (James Garner)
- Tracey Doyle, R.N. (Venessia Valentino)
- Bombero #1 (Richard F. Whiten)

## Índices de audiencia
| Temporadas | Premier Temporada        | Fin de Temporada   | Año Transmitido | Rango Audiencia (#) | Audiencia (en millones) |
| ---------- | ------------------------ | ------------------ | --------------- | ------------------- | ----------------------- |
| 1.ª        | 19 de septiembre de 1994 | 22 de mayo de 1995 | 1994-1995       | 29                  | 11.161                  |
| 2.ª        | 18 de septiembre de 1995 | 20 de mayo de 1996 | 1995-1996       | 24                  | 11.412                  |
| 3.ª        | 16 de septiembre de 1996 | 19 de mayo de 1997 | 1996-1997       | 30                  | 10.185                  |
| 4.ª        | 1 de octubre de 1997     | 13 de mayo de 1998 | 1997-1998       | 39                  | 8.9                     |
| 5.ª        | 30 de septiembre de 1998 | 19 de mayo de 1999 | 1998-1999       | 73                  | 9.9                     |
| 6.ª        | 23 de septiembre de 1999 | 4 de mayo de 2000  | 1999-2000       | TBA                 | TBA                     |

## Emisión internacional
- Argentina: Canal 13.
- Chile: Canal 13.[1]
- Ecuador: RTS y Ecuador TV.
- Guatemala: Canal 3.
- Honduras: Canal 5.
- México: Central 4, Canal 5, Galavision, Televisa Regional.
- Perú: ATV, Global Television.
- Reino Unido: BBC One y ITV3.
- El Salvador: Canal 6.
- Venezuela: Venevisión.
- Colombia : Caracol TV.